# Ne t'enfuis pas
Pour un article plus général, voir Discographie et vidéographie de Kate Bush.
 (août 2012).
Singles de Kate Bush
Suspended in Gaffa
(1982) Night of the Swallow
(1983)
Ne t'enfuis pas est une chanson écrite et enregistrée par Kate Bush. Elle a été publiée en single en juillet 1983 en France et au Canada, et en tant que face B au Royaume-Uni sur le single There Goes a Tenner.
Ne t'enfuis pas raconte l'histoire d'une femme inquiète que son amant parte, imaginant des plans pour le faire rester. 
La face B Un baiser d'enfant est la version française de The Infant Kiss de l'album de Bush Never for Ever. Basée sur le film Les Innocents, c'est l'histoire d'une gouvernante effrayée des sentiments qu'elle ressent pour le jeune garçon dont elle a la charge (qui est lui-même possédé par l'esprit d'un homme adulte). 
La face A est un remixe. Les chants sont plus épurés que la version qui est sortie en 1982. De plus, l'orthographe a été corrigée. Cette version a ensuite été intégré sur le This Woman's Work box set en 1990.